# 穆罕默德·阿里·庫爾特
穆罕默德·阿里·庫爾特（土耳其語：Muhammed Ali Kurt，1996年4月18日—），土耳其男子羽毛球運動員。

## 簡歷
2017年10月，穆罕默德·阿里·庫爾特出戰保加利亞羽毛球國際賽男子單打項目，在決賽中以0比2的成績（17-21、16-21）不敵印度的拉贾·梅努里·文卡塔·加卢西达，屈居亞軍。

## 主要比賽成績
只列出曾進入準決賽的國際賽事成績：
| 年份   | 賽事                   | 公開賽級別 | 項目     | 拍檔        | 成績   |
| ------ | ---------------------- | ---------- | -------- | ----------- | ------ |
| 2014年 | 希臘羽毛球國際賽       | 國際系列賽 | 混合雙打 | Ozge Toyran | 準決賽 |
| 2015年 | 烏干達羽毛球國際賽     | 國際系列賽 | 混合雙打 | 卡德·伊纳尔 | 亞軍   |
| 2015年 | 歐洲青年羽毛球錦標賽   | 其他       | 男子單打 | －          | 季軍   |
| 2016年 | 保加利亞羽毛球國際賽   | 未來系列賽 | 男子雙打 | Mert Tunco  | 亞軍   |
| 2017年 | 希臘羽毛球國際賽       | 未來系列賽 | 男子單打 | －          | 準決賽 |
| 2017年 | 保加利亞羽毛球國際賽   | 未來系列賽 | 男子單打 | －          | 亞軍   |
| 2017年 | 土耳其羽毛球國際賽     | 國際系列賽 | 男子單打 | －          | 亞軍   |
| 2018年 | 地中海運動會羽毛球比賽 | 其他       | 男子單打 | －          | 第四名 |

| 2007-2017年 | 首要超級賽 | 超級賽 | 黃金大獎賽 | 大獎賽 | 國際挑戰賽 | 國際系列賽 | 未來系列賽 | 其他 |

| 2018-2026年 | 總決賽 | 超級1000賽 | 超級750賽 | 超級500賽 | 超級300賽 | 超級100賽 | 國際挑戰賽 | 國際系列賽 | 未來系列賽 | 其他 |